# Constructivism figurativ

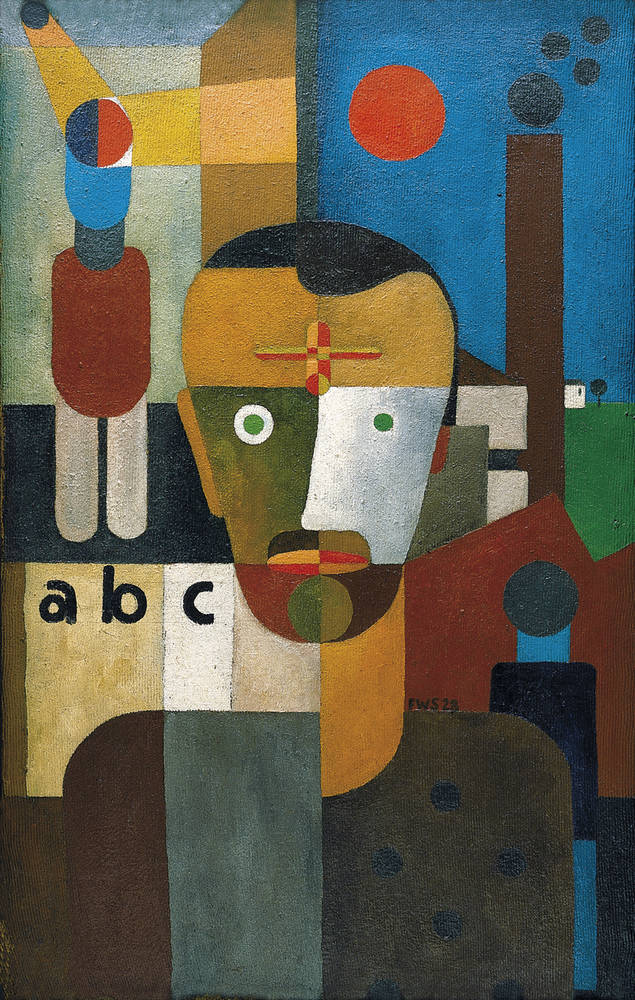
Selbstbildnis (Autoportret) de Franz Wilhelm Seiwert, 1928, ulei pe pânză, 79 cm x 50 cm, Von der Heydt-Museum, Wuppertal

 Constructivismul figurativ  este o mișcare artistică care a apărut, în principal, în Germania, la sfârșitul anilor 1920. Termenul a fost introdus de Franz W. Seiwert, în 1929, folosind expresia „gegenständlichen constructive.” Artistul vizual Franz Wilhelm Seiwert a fost, de altfel, cel mai important reprezentant al mișcării artistice a constructivismului figurativ.
Idea și utilizarea termenului de constructivism figurativ a fost ulterior preluată de Gerd Arntz și apoi de istorici ai artei, în general.
Este strâns legat de dezvoltarea Isotype-ului. Așa cum a scris Seiwert:
| “ | Din forma artistică expresionist - cubistă a fost dezvoltat constructivismul abstract, care la rândul său a dus la constructivismul figurativ. | ” |

## a bis z
În octombrie 1929, Seiwert, Heinrich Hoerle și Walter Stern au produs primul număr al revistei a bis a, subtitlul fiind „organ al grupului de artiști progresiști.”
Revista a prezentat cinci artiști din patru orașe: Seiwert și Hoerle (din Koeln), Augustin Tschinkel (din Praga), Peter Alma (din Amsterdam) și Arntz (din Viena). Tschinkel și Alma erau colegi ai lui Arntz la Gesellschafts- und Wirtschaftsmuseum, condus de Otto Neurath în Viena.

## IZOSTAT
Ideea Constructivismului figurativ a fost îmbrățișată și adoptată de statisticianul și graficianul rus (și sovietic) Igor Ivanitski, din grupul de la artiști vizuali de la Lenizogiz din Moscova și de la IZOSTAT, mai apoi.

## Galerie

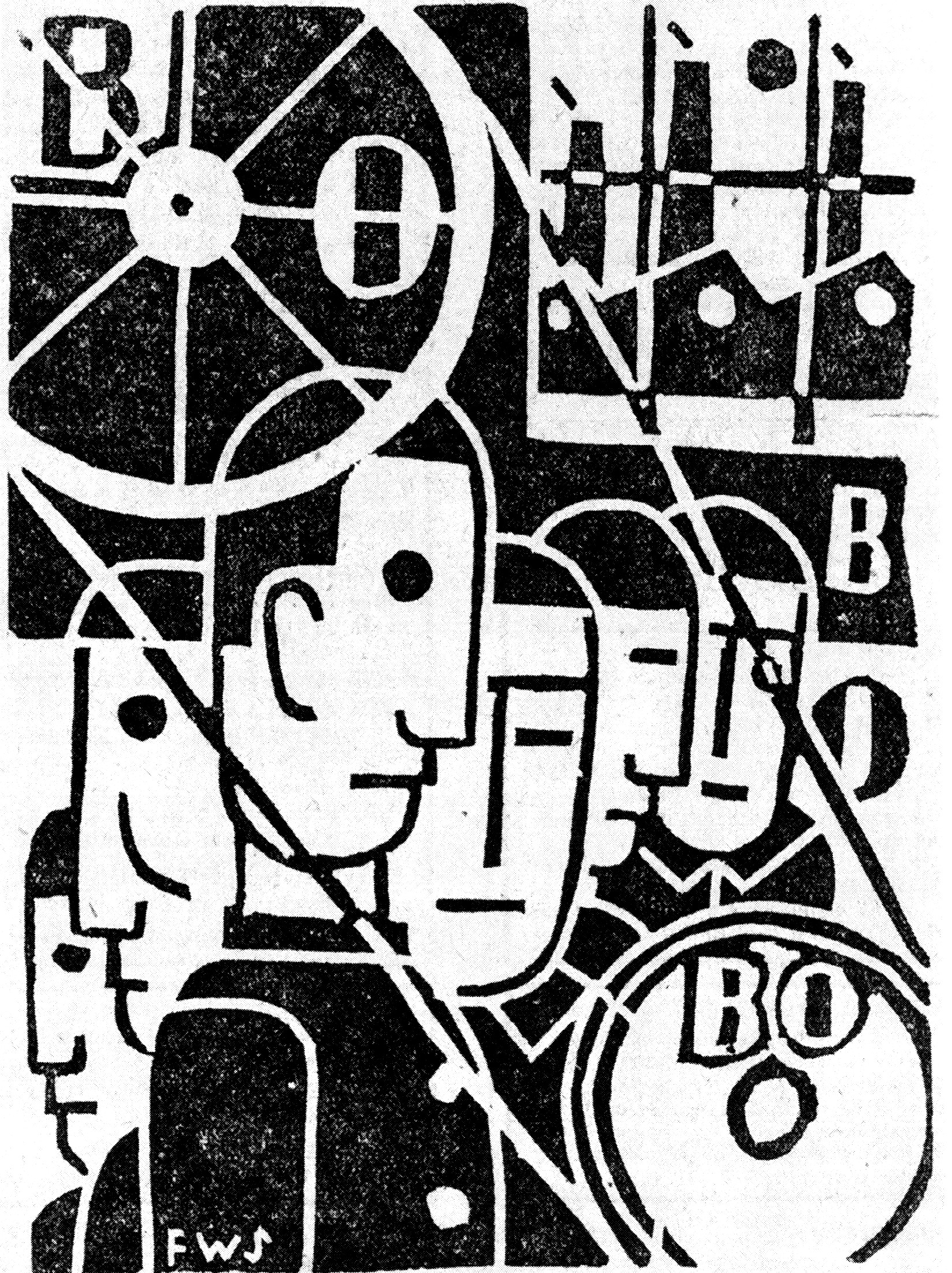
1922 — Franz W. Seiwert (1894 – 1933) → WikiData:Q89311] — Sindicatul muncitorilor din Consiliul Fabricii (în germană Betriebsorganisation)
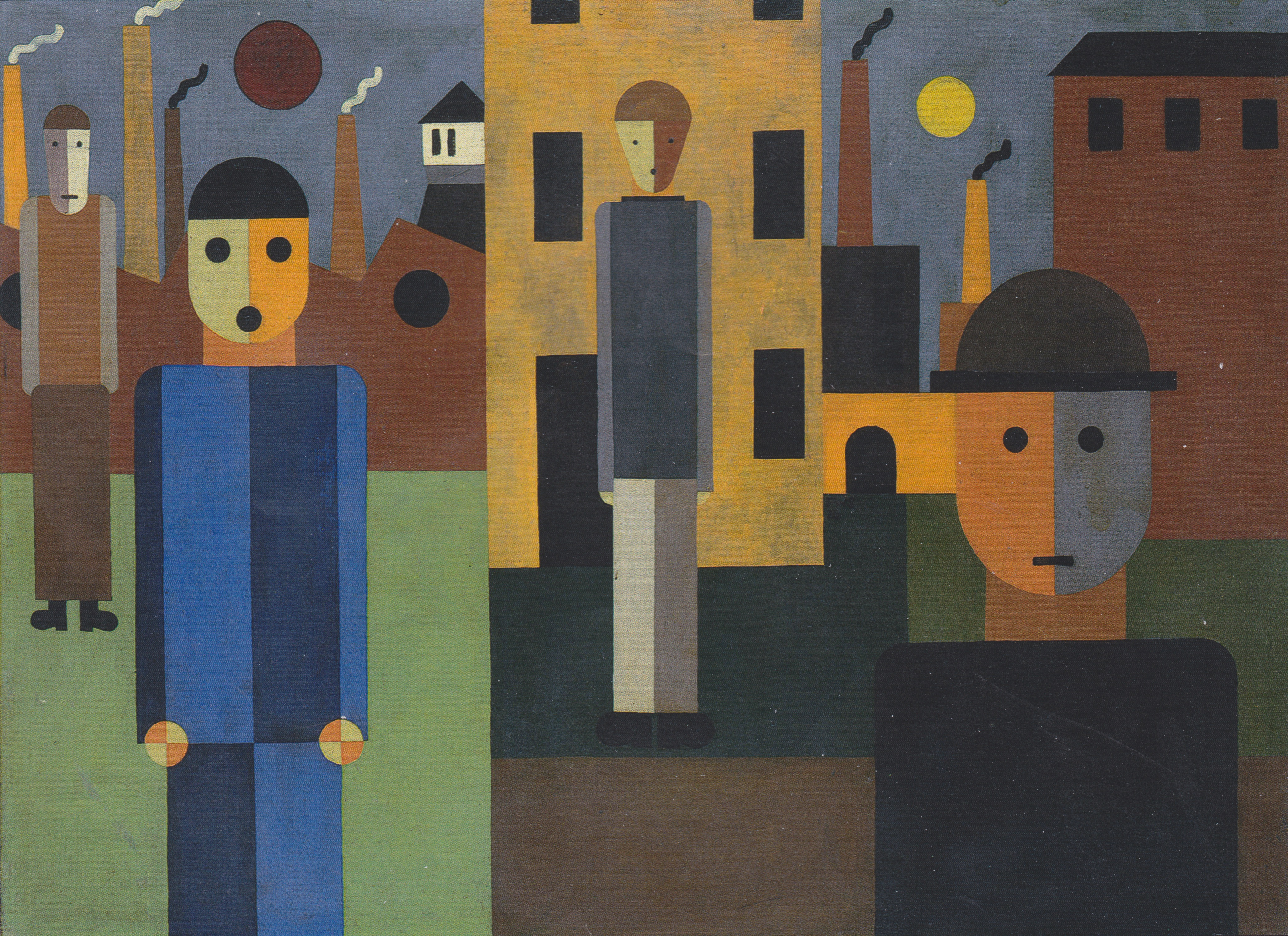
Franz Wilhelm Seiwert - Fabriken - 1926.jpeg
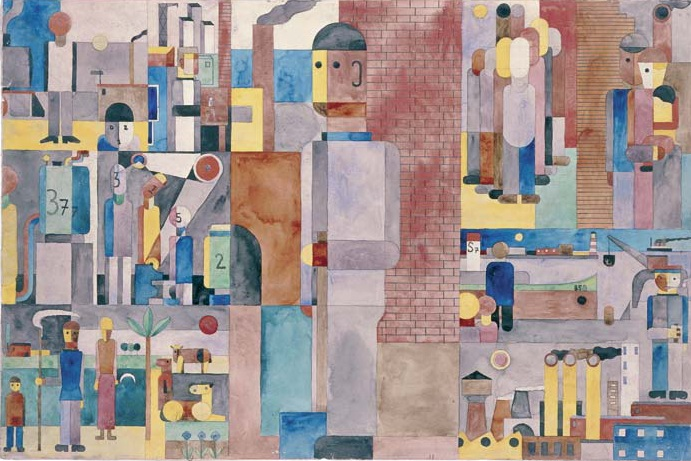
Circa 1931 - 1932 — Lumea muncii (în germană Welt der Arbeit)